# Salouël
Salouël (picardisch: Saloué) ist eine nordfranzösische Gemeinde mit 4188 Einwohnern (Stand 1. Januar 2022) im Département Somme in der Region Hauts-de-France. Die Gemeinde liegt im Arrondissement Amiens, ist Mitglied des Gemeindeverbands Amiens Métropole und gehört zum Kanton Amiens-7. Die Bewohner werden Salouasiens und Salouasiennes genannt.

## Geographie
Die südlich an Amiens und Pont-de-Metz angrenzende Gemeinde im Amiénois liegt teils am linken (westlichen) Ufer der Selle, teils – mit einem großen Krankenhauskomplex, Sportstätten (u. a. Golfplatz) und der Siedlung La Bailly – an deren rechtem. Das Gemeindegebiet erstreckt sich über den Westast der Autoroute A29 und deren Verzweigung mit der Autoroute A16 hinaus. Die Gemeinde wird von der früheren Route nationale 29 bedient. Auch die Bahnstrecke Amiens – Rouen verläuft durch die Gemeinde.
Umgeben wird Salouël von den vier Nachbargemeinden:
| Pont-de-Metz |                                             | Amiens |
|              | Kompassrose, die auf Nachbargemeinden zeigt |        |
| Saleux       |                                             | Dury   |

## Geschichte
Ausgrabungen haben Überreste aus der Mittelsteinzeit zutage gefördert. Auch wurden mehrere gallo-römische und merowingische Wohnstätten gefunden. Im Mittelalter wurde in Salouël Weinbau betrieben, wie Flurnamen bezeugen. An der Selle wurde eine Walkmühle betrieben. Die Gemeinde ist seit dem Mittelalter vom Handwerk geprägt. Die kirchliche Trennung von der Pfarrei in Saleux fand 1864 statt. Ab 1879 gehörte Salouël zum Kanton Boves. Etwa seit 1970 erfolgte die Ansiedlung von Universitätsinstituten und des „Hôpital Sud“.
| 1962 | 1968 | 1975 | 1982 | 1990 | 1999 | 2006 | 2013 | 2020 |
| ---- | ---- | ---- | ---- | ---- | ---- | ---- | ---- | ---- |
| 1193 | 2004 | 2788 | 3061 | 3679 | 4162 | 4258 | 4005 | 4011 |

## Verwaltung
Bürgermeister (maire) ist seit 2020 Franck Darragon.

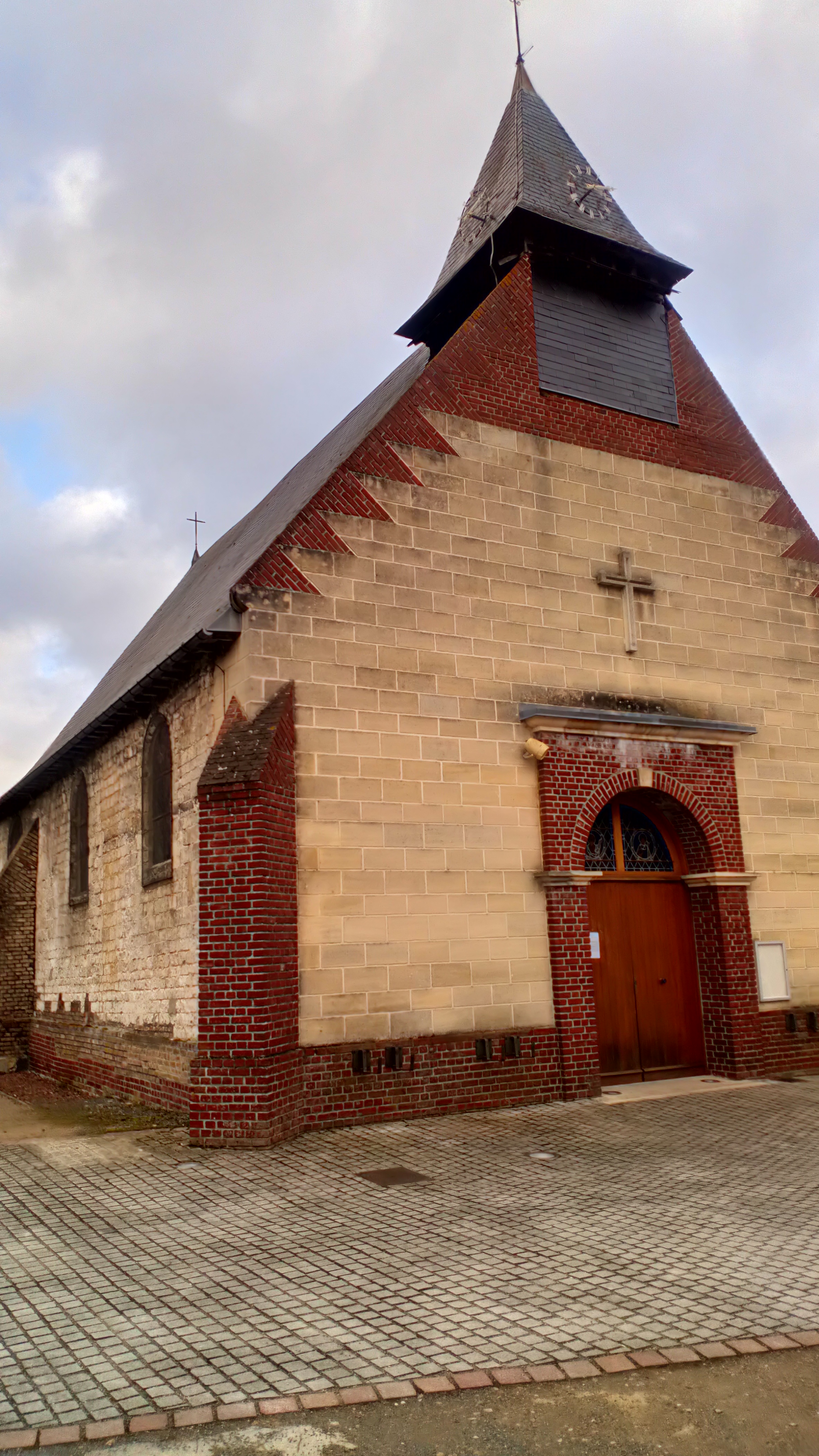
Pfarrkirche Saint-Quentin

## Sehenswürdigkeiten
- Pfarrkirche und frühere Friedhofskapelle Saint-Quentin vom Anfang des 17. Jahrhunderts

## Persönlichkeiten
- Ernest Cauvin (1843–1922), französischer Politiker und Industrieller, mit der Industrie des Orts verbunden.